# Trimorphomycetaceae
Trimorphomycetaceae är en familj av basidiesvampar som ingår i ordningen gelésvampar, Tremellales. Familjen upprättades 2016, efter molekylärfylogenetiska studier av klassen Tremellomycetes, av Xin-Zhan Liu, Feng-Yan Bai, Marizeth Groenewald och Teun Boekhout. Den omfattar släktet Trimorphomyces (två arter, typarten Trimorphomyces papilionaceus  och en art som tidigare fördes till Bullera) samt de 2016 nybeskrivna Carlosrosaea (tre arter, tidigare förda till Cryptococcus), Saitozyma (fyra arter, tidigare i Bullera och Cryptococcus) och Sugitazyma (en art, tidigare i Bullera).
Familjens arter är jästsvampar och upp till 2 mm stora fruktkroppar kan förekomma hos Trimorphomyces.